# María Cristina Camilo
María Cristina Camilo Rodríguez, también conocida como Maíta, (San Francisco de Macoris, 25 de diciembre de 1917) es una comunicadora, actriz y centenaria dominicana. Pionera, fue la primera locutora de radio y presentadora de televisión de República Dominicana. Ha recibido numerosos premios y distinciones del Congreso y del Senado de su país. 

## Trayectoria
Es prima segunda de las Hermanas Mirabal, pues su padre, Basilio Camilo Pantaleón, era primo hermano de Mamá Chea, madre de las hermanas asesinadas en 1960 por su oposición política al dictador Rafael Leónidas Trujillo. Estudió Primaria en el Colegio Inmaculada Concepción, en La Vega, donde aprendió a tocar el piano y la mandolina. Después, cursó estudios de enfermería, en la Escuela Internacional de Enfermería de su localidad natal. Ejerció esa profesión 12 años en una clínica de su municipio hasta que marchó a Santo Domingo en busca de un empleo como sanitaria mejor remunerado. 
En septiembre de 1948, al poco de llegar a la capital, empezó a trabajar en la radio al responder a un anuncio de la emisora La Voz del Yuna, convirtiéndose en su primera locutora. Como parte de su formación, recibió clases de locución y arte dramático. El 24 de octubre de 1951, participó en el primer sorteo de la Lotería Nacional, cantando los números, tarea que hizo muchos años. Formó parte del cuadro de actores de La Voz Dominicana (nuevo nombre de su emisora desde diciembre de 1948), que hacían Romance Campesino, programa de humor que recreaba la vida campesina.
El de agosto de 1952 presentó la primera emisión de la televisión de su país: la retransmisión del programa de radio Romance Campesino, del que formaba parte como actriz. De este modo, Camilo fue primera mujer en aparecer en la televisión de la República Dominicana y la tercera de América. Siguió en Romance Campesino, convertido en programa de televisión, hasta 1965, e hizo comedias en ese medio como Cosas de mi Tierra, El estelar de Brugal, y Felipa y Macario. En 2005, estrenó en la cadena de televisión pública Radio Televisión Dominicana (RTVD 4), Abuelos 911, un espacio dominical que orientaba sobre diversos temas a las personas mayores, que presentó, al menos, hasta 2019, con 102 años.
También hizo teatro. Debutó en la obra La tía Beatriz hace un milagro, de Manuel Antonio Rueda González, en el Palacio de Bellas Artes de Santo Domingo. Y también en películas como Un macho de mujer (2006), del director Alfonso Rodríguez, y Arrobá (2013), dirigida por José María Cabral.
En su honor, la productora de televisión Edilenia Tactuk, creó en 2022 unos galardones con su nombre, los Premios Maíta, en reconocimiento a los mejores profesionales de la televisión.

## Reconocimientos
El 18 de abril de 1977, Día del Locutor Dominicano, Camilo recibió la Orden del Mérito de Duarte, Sánchez y Mella, en el Grado de Caballero, de manos del presidente Joaquín Balaguer, junto a la actriz Monina Solá. El Círculo de Locutores Dominicanos le concedió el premio Micrófono de Oro en cuatro ocasiones, también el primer Gran Micrófono de Oro, en 1991, y el Premio especial “Gran Voz de Oro” en 2023. 
En 2014, se presentó su biografía titulada María Cristina Camilo: Una estrella dominicana, 92 años de historia, en el Teatro Nacional Eduardo Brito, con su presencia, la de su autor del libro, productor y director teatral, Luis Dantes Castillo, y el ministro de Cultura, José Antonio Rodríguez. Tres años más tarde, la Cámara de Diputados de la República Dominicana le entregó un pergamino, “por su consagrada labor como locutora, actriz de teatro, cine y televisión”. En el acto, la presidenta de la Cámara, Lucía Medina, la definió como “una leyenda viva” de la locución, el teatro y el cine dominicano.
Los Premio Gardo de radio, en su primera edición en 2020, la distinguieron con una estatuilla, por su larga trayectoria en las ondas. Ese año, también fue distinguida por el Club Rotario Santo Domingo Bella Vista, en la categoría de Mujeres de Valores. En 2021 recibió un Premio Soberano especial por su trayectoria de más de 70 años en los medios de comunicación. Los Soberano, concedidos por la Asociación de Cronistas de Artes desde 1985, premian anualmente en una gala a los mejores de la música, arte popular, teatro, cine y comunicación.
Ese mismo año, inauguró su estrella en el paseo del Museo La Voz del Yuna, en Bonao, que acoge la réplica de la emisora original, la primera del país, y en la que ella empezó como locutora. Además, la Policía Nacional de la República Dominicana le rindió un homenaje, con la entrega de una placa, en reconocimiento a su " trayectoria artística y humana” y como "maestra de maestros".
En 2022, el Senado de la República Dominicana le entregó un reconocimiento por su carrera "en beneficio del arte y la cultura dominicana". En el acto el senador Franklin Peña, representante de la provincia de San Francisco de Macorís, donde nació Maíta, e impulsor del homenaje, resaltó la labor de la comunicadora en beneficio de las personas mayores.

## Filmografía
- Romance Campesino (1952–1965). Serie de TV
- Cosas de mi Tierra (1972–1978). Serie de TV
- Un macho de mujer (2006). Largometraje
- Mi novia está de madre (2007). Largometraje
- Arrobá. (2013). Largometraje
- No hay más remedio (2014). Largometraje